# ديدي باري
ديدي باري (بالإنجليزية: Dede Barry)‏ مواليد 8 أكتوبر 1972 في ميلواكي، الولايات المتحدة، هو متسابقة دراجات أمريكية. شاركت في دورة الألعاب الأولمبية الصيفية.

## الميداليات
| الميدالية | المسابقة                                      |
| --------- | --------------------------------------------- |
| فضية      | ألعاب القوى في الألعاب الأولمبية الصيفية 2004 |

## وصلات خارجية
- ديدي باري على موقع أرشيف الدراجات (الإنجليزية)
- ديدي باري على موقع إحصائيات الدراجات الإحترافية (الإنجليزية)
- ديدي باري على موقع CycleBase (الإنجليزية)
- ديدي باري على موقع SpeedSkatingBase.eu (الإنجليزية)
- ديدي باري على موقع SpeedSkatingNews.info (الإنجليزية)
- ديدي باري على موقع SpeedSkatingStats.com (الإنجليزية)
- ديدي باري على موقع اللجنة الأولمبية الدولية (الإنجليزية)
- ديدي باري على موقع أوليمبيديا (الإنجليزية)

- الموقع الرسمي